# Malabat
Malabat település Franciaországban, Gers megyében. Lakosainak száma 97 fő (2022. január 1.). Malabat Beccas, Betplan, Blousson-Sérian, Cazaux-Villecomtal, Haget és Troncens községekkel határos.

## Népesség
A település népességének változása:
| Lakosok száma | 81   | 94   | 89   | 96   | 109  | 117  | 114  | 104  | 101  | 97   |
|               | 1968 | 1982 | 1990 | 2006 | 2013 | 2015 | 2017 | 2019 | 2020 | 2022 |